# Nicolas Forissier
Nicolas Forissier (ur. 17 lutego 1961 w Paryżu) – francuski polityk, były sekretarz stanu, parlamentarzysta i samorządowiec.

## Życiorys
Z wykształcenia historyk, absolwent Instytutu Nauk Politycznych w Paryżu. Pracował w spółkach medialnych.
W latach 1989–1995 był zastępcą mera La Châtre, następnie do 2004 pełnił funkcję mera tej miejscowości. Działał w Unii na rzecz Demokracji Francuskiej i Demokracji Liberalnej. Od 2002 należał do powstałej m.in. na bazie DL Unii na rzecz Ruchu Ludowego.
W okresie 1993–2004 sprawował mandat posła do Zgromadzenia Narodowego z departamentu Indre. Zrezygnował z posłowania, obejmując stanowisko sekretarza stanu przy ministrze rolnictwa. Urząd ten sprawował przez rok. W 2005 powrócił na stanowisko mera La Châtre (pełnił tę funkcję do 2017). Do 2007 pozostawał też w administracji rządowej. Po wyborach w tym samym roku, w których odnowił mandat poselski, powrócił do pracy w izbie niższej parlamentu. W 2012 nie został wybrany na kolejną kadencję, do niższej izby francuskiego parlamentu powrócił w 2017 z ramienia powstałych na bazie UMP Republikanów. Utrzymał mandat deputowanego również w 2022 i 2024.
W 2015 i 2021 wybierany na radnego Regionu Centralnego-Doliny Loary.